# Засіб для миття посуду
Засіб для миття посуду — універсальний мийний засіб, який, як правило, являє собою високо спінювану суміш поверхнево-активних речовин з низьким ступенем подразнення шкіри, і у загальному використовується для ручного миття скла, столових приборів і посуду в раковині або мисці. Засоби для миття посуду в посудомийній машині можуть бути більш агресивними, а тому для використання при ручному митті вони не повинні застосовуватись. Рідини для миття посуду при змішуванні з водою значно зменшують поверхневий натяг води тим самим сприяючи миттю.

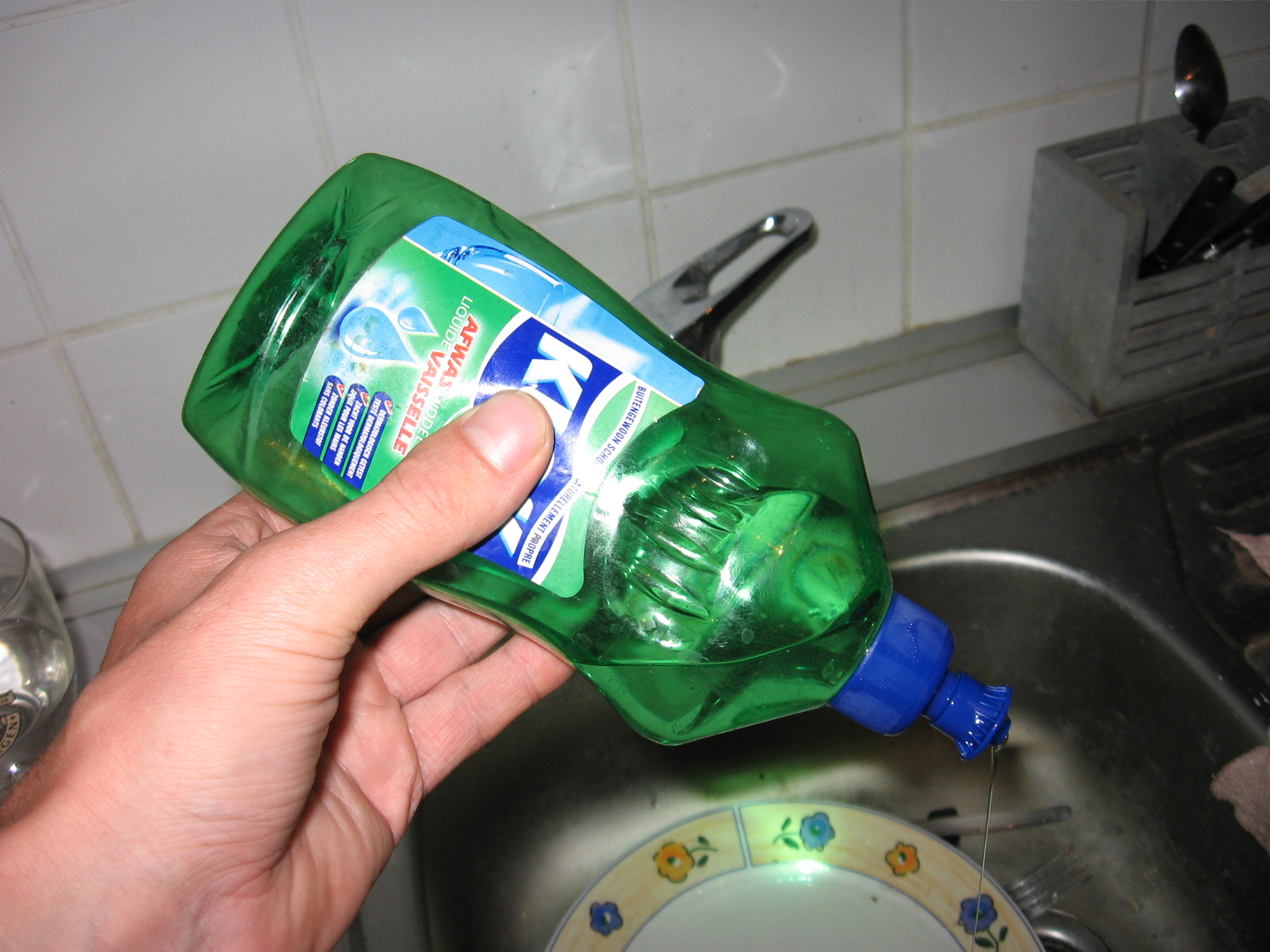
Рідина для миття посуду у використанні

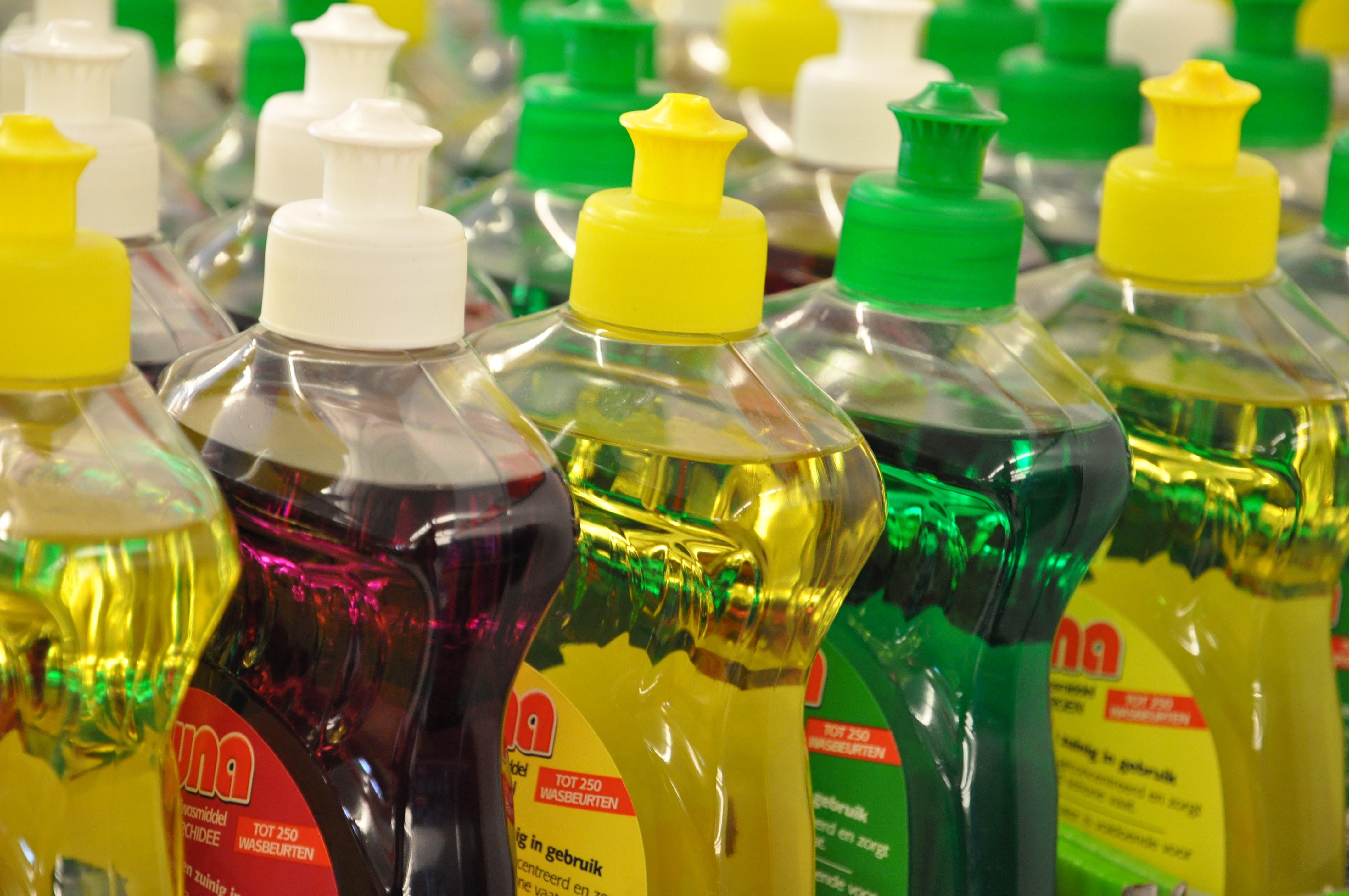
Засіб для миття посуду

## Склад
Основними компонентами миючих засобів є:
- етоксильовані жирні спирти як поверхнево-активні речовини (5—15 %),
- вода.

Крім того, композиція може включати:
- аніонні поверхнево-активні речовини, для допомоги видалення жиру,
- аміноксиди або діетаноламіди як стабілізатори піни (наприклад, кокамід DEA — кокосової олії жирних кислот діетаноламід),
- ензими,
- відбілювачі,
- речовини, контролюючі твердість води (силікати, фосфати, цитрати),
- полімери, регулятори в'язкості,
- гліцерин або ланолін для захисту рук,
- етанол,
- хлорид натрію,
- оцтову кислоту,
- невелику кількість консервантів (метилхлоротіазолінон, метилізотіазолінон), барвників та ароматизаторів.

## Інші області застосування
Розведена водою рідина для миття посуду може бути використана для виробництва мильних бульбашок.
Рідина для миття посуду, також може бути використана для змішування розчину, коли немає  доступного на будівельному майданчику пластифікатора бетону.